# Natasha Howard (koszykarka)
Natasha Howard (ur. 2 września 1991 w Toledo) – amerykańska koszykarka występująca na pozycjach silnej skrzydłowej, obecnie zawodniczka Dallas Wings, w WNBA.
W 2010 wystąpiła w meczu gwiazd amerykańskich szkół średnich – McDonald’s All-American, gdzie zdobyła tytuł MVP. Zdobyła też tytuł Ms. Ohio Basketball. Doprowadziła swoją szkolną drużynę do wicemistrzostwa stanu, notując 24,7 punktu, 11 zbiórek i 2,6 asysty. W 2008 została nagrodzona tytułem Toledo Blade’s Girls Player of the Year. Biegała też ma 100 m, 400 m i 800 m.
Została liderką wszech czasów drużyny akademickiej Seminoles zdobywając podczas swojej kariery w NCAA 41 double-double oraz 1047 zbiórek. Uplasowała się na drugiej pozycji pod względem liczby zdobytych punktów (1 811) i trzecim w blokach (186). 
W 2014 została jedyną zawodniczką konferencji Atlantic Coast (ACC), która zajęła miejsca w Top 10, w punktach, zbiórkach, przechwytach, blokach i skuteczności rzutów z gry. Ustanowiła rekord klubu zaliczając pięć spotkań z dorobkiem co najmniej 30 punktów w jednym sezonie. Została też pierwszą zawodniczką w historii ACC od 2008, która zaliczyła spotkanie z co najmniej 200 punktami i 20 zbiórkami, podczas konfrontacji z Duke uzyskała 28 punktów i 22 zbiórki.
30 stycznia 2019 podpisała umowę z rosyjskim Dinamem Kursk.
10 lutego 2021 została zawodniczką New York Liberty. 16 stycznia 2023 trafiła w wyniku wymiany do Dallas Wings.

## Osiągnięcia

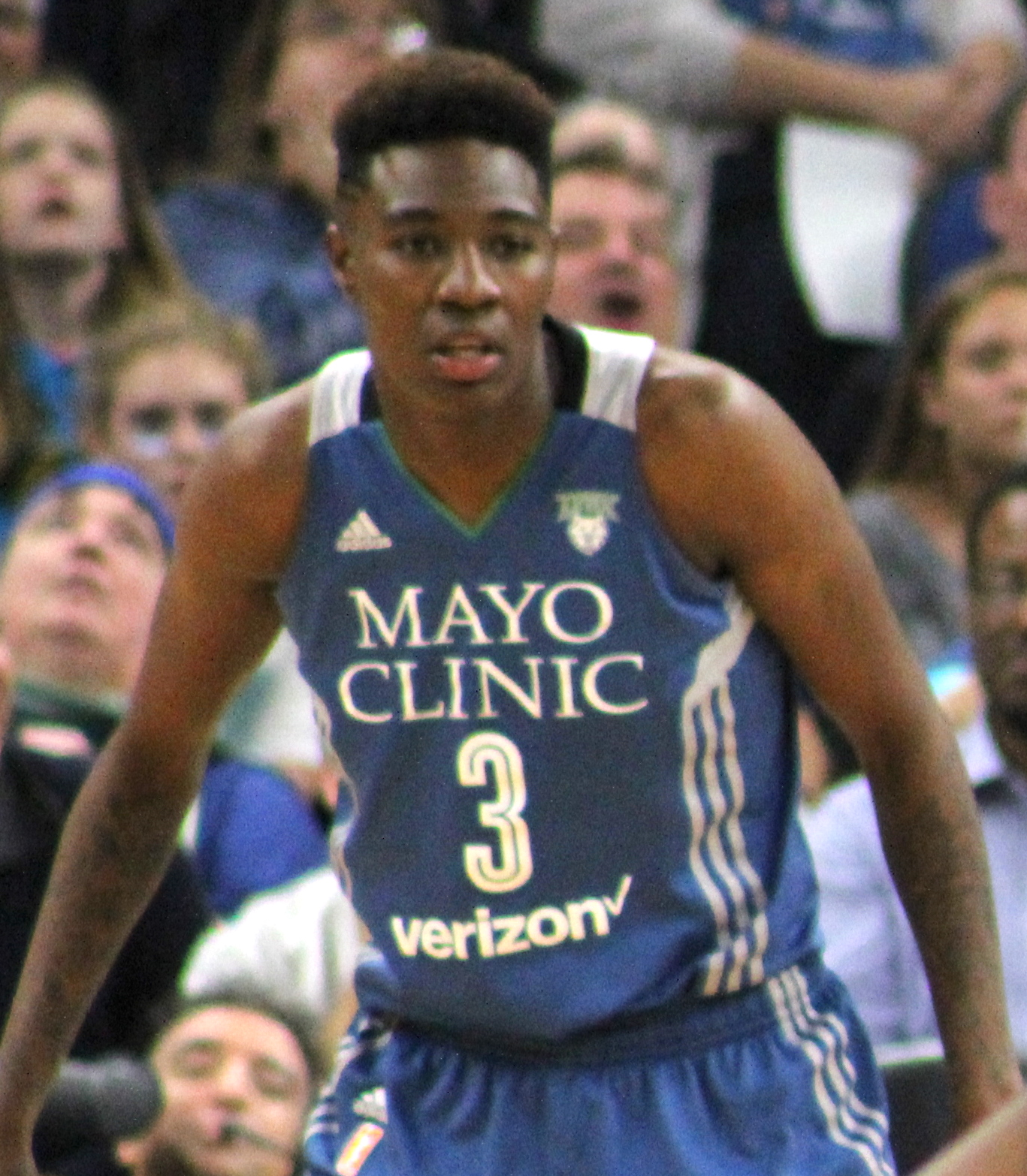
Howard w 2016.

Stan na 5 czerwca 2023, na podstawie, o ile nie zaznaczono inaczej.

### NCAA
- Uczestniczka rozgrywek II rundy turnieju NCAA (2011, 2013, 2014)
- Zaliczona do:
  - I składu:
    - ACC (2013, 2014)
    - defensywnego ACC (2012, 2014)
    - najlepszych pierwszorocznych zawodniczek ACC (2011)

  - II składu:
    - Senior CLASS All-American (2014)
    - turnieju ACC (2014)

  - III składu:
    - najlepszych pierwszorocznych zawodniczek NCAA (2011 przez Full Court Press)
    - ACC (2012)

  - składu honorable mention All-American (2014 przez WBCA, Associated Press)
- Liderka ACC w zbiórkach (9,4 – 2012)

### WNBA
- Mistrzyni WNBA (2017, 2018, 2020[5])
- Wicemistrzyni WNBA (2015, 2016)
- Defensywna zawodniczka sezonu (2019)[6]
- Laureatka nagrody największy postęp WNBA (2018)
- Zaliczona do I składu:
  - defensywnego WNBA (2018, 2019[7])
  - WNBA (2019)[8]
- Uczestniczka meczu gwiazd WNBA (2019, 2022)[9]

### Inne
Drużynowe
- Mistrzyni:
  - Euroligi (2023)
  - Rosji (2022)[10]
  - Turcji (2023)[11]
  - Włoch (2021)[12]
  - II ligi tureckiej (2015)
- Wicemistrzyni EuroCup (2021)
- Zdobywczyni:
  - Pucharu Rosji (2021/2022)[10]
  - Superpucharu Włoch (2020)
- Finalistka:
  - Pucharu Włoch (2021)[12]
  - Superpucharu Turcji (2022)[11]

Indywidualne
(* – nagrody przyznane przez portale eurobasket.com, asia-basket.com)
- Najlepsza skrzydłowa ligi włoskiej (2021)*[12]
- Zaliczona do*:
  - I składu:
    - ligi włoskiej (2021)[12]
    - zawodniczek zagranicznych ligi włoskiej (2021)[12]

  - składu honorable mention ligi:
    - izraelskiej (2015)
    - południowokoreańskiej (2017)
    - chińskiej (2018)
- Uczestniczka meczu gwiazd ligi południowokoreańskiej (2016, 2017)
- Liderka strzelczyń chińskiej ligi WBCA (2019)